# 1020
| 1020               |
| ------------------ |
| Dødsfald - Fødsler |
|                    |

| Gregoriansk kalender | 1020 MXX                |
| Ab urbe condita      | 1773                    |
| Armensk kalender     | 469 ԹՎ ՆԿԹ              |
| Kinesiske kalender   | 3716 – 3717 己未 – 庚申 |
| Etiopisk kalender    | 1012 – 1013             |
| Jødisk kalender      | 4780 – 4781             |
| Hindukalendere       |                         |
| - Vikram Samvat      | 1075 – 1076             |
| - Shaka Samvat       | 942 – 943               |
| - Kali Yuga          | 4121 – 4122             |
| Iransk kalender      | 398 – 399               |
| Islamisk kalender    | 410 – 411               |

Konge i Danmark: Knud den Store 1019-1035
Se også 1020 (tal)

## Begivenheder
Omkring år 1020 skrives Julius Arbejdskalender, sandsynligvis ved katedralen i Canterbury.

## Dødsfald
- Ælfric af Eynsham, engelsk abbed og forfatter. (født 955).

## Henvisning
1. ↑  Robert Lacey & Danny Danziger (2000). The year 1000. What life was like at the turn of the first millenium. Abacus.